# Page Eight
 (janvier 2024).

Page Eight est un téléfilm britannique de David Hare diffusé en 2011 sur la BBC.
Premier volet d'une trilogie centrée sur le personnage de Johnny Worricker, il est suivi de Turks & Caicos (2014) et de Salting the Battlefield (2014).

## Synopsis
Johnny Worricker (Bill Nighy) est un officier vétéran du renseignement intérieur britannique, le MI-5. Son patron et ami Benedict Baron (Michael Gambon) meurt soudainement, laissant derrière lui un dossier compromettant, menaçant la stabilité de l'agence. Johnny, après avoir fait équipe avec sa nouvelle voisine de palier, activiste politique (Rachel Weisz), est forcé de quitter son travail et son identité pour découvrir la vérité.

## Distribution
- Bill Nighy (V.F. : Georges Claisse) : Johnny Worricker
- Rachel Weisz (V.F. : Anne Dolan) : Nancy Pierpan, la voisine de palier de Johnny
- Michael Gambon (V.F. : Marc Cassot) : Benedict Baron, directeur général du MI-5 et meilleur ami de Johnny
- Tom Hughes (V.F. : Sébastien Boju) : Ralph Wilson, détective privé, fils de Jill Tankard
- Judy Davis (V.F. : Pauline Larrieu) : Jill Tankard, employée du MI-5 collaborant avec le Premier Ministre
- Saskia Reeves (V.F. : Anne Jolivet) : Anthea Catcheside, Secrétaire d'État à l'Intérieur
- Ewen Bremner (V.F. : Guillaume Lebon) : Rollo Maverley, journaliste, ancien membre du MI-5
- Rakhee Thakrar : Muna Hammami
- Felicity Jones (V.F. : Jessica Monceau) : Julianne Worricker, la fille de Johnny
- Richard Lintern : Max Vallance, assistant du Premier Ministre
- Ralph Fiennes (V.F. : Patrick Laplace) : Alec Beasley, le Premier Ministre
- Kate Burdette : Allegra Betts
- Holly Aird : Anna Herve, assistante d'Anthea, ex-maîtresse de Johnny
- Andrew Cleaver : Brian Lord
- Alice Krige (V.F.  : Anne Rochant) : Emma Baron, épouse de Benedict, ex-épouse de Johnny
- Bruce Myers : Joseph Pierpan, le père de Nancy
- Marthe Keller (V.F. : elle-même) : Leona Chew
- Aisling Loftus : Melissa Legge
- James McArdle : Ted Finch

Source et légende : Version Française (V.F.) sur RS Doublage  et Carton de doublage T.V. .